# Borussia Verein für Leibesübungen 1900 Mönchengladbach 1961-1962
Questa voce raccoglie le informazioni riguardanti il Borussia Mönchengladbach nelle competizioni ufficiali della stagione 1961-1962.

## Stagione
Il Borussia nella stagione 1961-62 si classificò al 13º posto in Oberliga ovest, allora campionato di quarta divisione, con un totale di 9 vittorie, 3 pareggi e 18 sconfitte. In Coppa di Germania non riuscì a qualificarsi per gli ottavi di finale.
Il capocannoniere della squadra fu Franz Brungs con 15 gol.

## Rosa calciatori
| N. |                           | Ruolo | Calciatore          |
| -- | ------------------------- | ----- | ------------------- |
|    | Germania Ovest (bandiera) | P     | Friedel Dresbach    |
|    | Germania Ovest (bandiera) | P     | Manfred Orzessek    |
|    | Germania Ovest (bandiera) | D     | Alfred Eicker       |
|    | Germania Ovest (bandiera) | D     | Friedhelm Frontzeck |
|    | Germania Ovest (bandiera) | D     | Heinz de Lange      |
|    | Germania Ovest (bandiera) | D     | Lambert Pfeiffer    |
|    | Germania Ovest (bandiera) | D     | Gerd Schommen       |
|    | Germania Ovest (bandiera) | D     | Albert Jansen       |
|    | Germania Ovest (bandiera) | D     | Klaus Memmert       |
|    | Germania Ovest (bandiera) | C     | Ernst Weber         |

| N. |                           | Ruolo | Calciatore           |
| -- | ------------------------- | ----- | -------------------- |
|    | Germania Ovest (bandiera) | C     | Hans Göbbels         |
|    | Germania Ovest (bandiera) | C     | Egmont Kablitz       |
|    | Germania Ovest (bandiera) | C     | Karl-Heinz Mülhausen |
|    | Germania Ovest (bandiera) | A     | Albert Brülls        |
|    | Germania Ovest (bandiera) | A     | Franz Brungs         |
|    | Germania Ovest (bandiera) | A     | Helmut Fendel        |
|    | Germania Ovest (bandiera) | A     | Ulrich Kohn          |
|    | Germania Ovest (bandiera) | A     | Willibert Kremer     |
|    | Germania Ovest (bandiera) | A     | Alfred Schmitz       |

## Risultati

### Oberliga occidentale
| Data     |                     |                     |   |   | Note | Marcatori                           |
| -------- | ------------------- | ------------------- | - | - | ---- | ----------------------------------- |
| 06.08.61 | Duisburger SV       | Borussia M'gladbach | 0 | 3 |      | Brungs, Kreimer, Eicker             |
| 13.08.61 | Borussia M'gladbach | SF Hamborn 07       | 0 | 1 |      |                                     |
| 20.08.61 | Westfalia Herne     | Borussia M'gladbach | 1 | 0 |      |                                     |
| 26.08.61 | Borussia M'gladbach | Schwarz-Weiß Essen  | 0 | 3 |      |                                     |
| 03.09.61 | Preußen Münster     | Borussia M'gladbach | 3 | 0 |      |                                     |
| 10.09.61 | Borussia M'gladbach | TSV Marl-Hüls       | 3 | 1 |      | Brungs x 2, Mülhausen               |
| 17.09.61 | Borussia M'gladbach | SV Sodingen         | 3 | 1 |      | Brungs x 2, Mülhausen               |
| 24.09.61 | Fortuna Düsseldorf  | Borussia M'gladbach | 1 | 1 |      | Fendel                              |
| 01.10.61 | Borussia M'gladbach | Rot-Weiß Oberhausen | 0 | 1 |      |                                     |
| 15.10.61 | Meidericher SV      | Borussia M'gladbach | 3 | 0 |      |                                     |
| 29.10.61 | Borussia M'gladbach | Colonia             | 1 | 6 |      | Brülls                              |
| 05.11.61 | Alemannia Aachen    | Borussia M'gladbach | 0 | 3 |      | Kohn x 2, Brungs                    |
| 12.11.61 | Borussia M'gladbach | Schalke 04          | 2 | 3 |      | Brungs x 2                          |
| 19.11.61 | Borussia M'gladbach | Borussia Dortmund   | 0 | 0 |      |                                     |
| 26.11.61 | Viktoria Köln       | Borussia M'gladbach | 3 | 2 |      | Schommen, Eicker                    |
| 10.12.61 | Borussia M'gladbach | Duisburger SV       | 4 | 0 |      | Brungs x 2, Kohn x 2                |
| 17.12.61 | SF Hamborn 07       | Borussia M'gladbach | 3 | 2 |      | Brungs, Kohn                        |
| 23.12.61 | Borussia M'gladbach | Westfalia Herne     | 2 | 1 |      | Brungs, Overdiek (Aut.)             |
| 30.12.61 | Schwarz-Weiß Essen  | Borussia M'gladbach | 4 | 0 |      |                                     |
| 14.02.62 | Borussia M'gladbach | Preußen Münster     | 4 | 0 |      | Kohn x 2, Fendel, Brungs            |
| 13.01.62 | TSV Marl-Hüls       | Borussia M'gladbach | 5 | 1 |      | Schommen                            |
| 20.01.62 | SV Sodingen         | Borussia M'gladbach | 1 | 0 |      |                                     |
| 27.01.62 | Borussia M'gladbach | Fortuna Düsseldorf  | 2 | 3 |      | Eicker, Mülhausen                   |
| 28.02.62 | Rot-Weiß Oberhausen | Borussia M'gladbach | 1 | 0 |      |                                     |
| 17.02.62 | Borussia M'gladbach | Meidericher SV      | 1 | 1 |      | Mülhausen                           |
| 10.03.62 | 1. FC Köln          | Borussia M'gladbach | 3 | 0 |      |                                     |
| 17.03.62 | Borussia M'gladbach | Alemannia Aachen    | 2 | 0 |      | Kohn, Brungs                        |
| 24.03.62 | Schalke 04          | Borussia M'gladbach | 3 | 0 |      |                                     |
| 31.03.62 | Borussia Dortmund   | Borussia M'gladbach | 2 | 1 |      | Brülls                              |
| 14.04.62 | Borussia M'gladbach | Viktoria Köln       | 5 | 1 |      | Kohn, Fendel x 2, Mülhausen, Brungs |

## Statistiche

### Statistiche dei giocatori
| Giocatore      | Oberliga | Oberliga |
| Giocatore      | Presenze | Reti     |
| -------------- | -------- | -------- |
| A. Brülls      | 28       | 2        |
| F. Brungs      | 30       | 15       |
| H. De Lange    | 27       | 0        |
| F. Dresbach    | 19       | 0        |
| A. Eicker      | 17       | 3        |
| H. Fendel      | 20       | 4        |
| F. Frontzeck   | 4        | 0        |
| H. Göbbels     | 29       | 0        |
| A. Jansen      | 27       | 0        |
| E. Kablitz     | 10       | 0        |
| U. Kohn        | 21       | 9        |
| W. Kremer      | 14       | 1        |
| K. Memmert     | 12       | 0        |
| K.H. Mülhausen | 23       | 5        |
| M. Orzessek    | 11       | 0        |
| L. Pfeiffer    | 13       | 0        |
| A. Schmitz     | 1        | 0        |
| G. Schommen    | 23       | 2        |
| E. Weber       | 1        | 0        |